# Puerto Princesa
Puerto Princesa – miasto na Filipinach w regionie MIMAROPA, na wyspie Palawan, port nad morzem Sulu. Jest stolicą prowincji Palawan. W 2010 roku liczyło 153 835 mieszkańców. Zajmuje powierzchnię 2539 km² (jedno z największych na świecie).
Rozciąga się na długości 106 km przez całą szerokość wyspy. Przez środek przebiega łańcuch górski o wysokości do około 1000 m.
Uważane jest za jedno z najpiękniejszych miast kraju, o starannie przemyślanym planie rozwoju, z uwzględnieniem wszelkich warunków ekologii i zachowania piękna krajobrazu. W 1996 zwyciężyło w konkursie na najbardziej czyste i zielone miasto Filipin. Zdobyło wiele innych nagród w podobnych kategoriach. Jest wolne od ciężkiego przemysłu. Jest ośrodkiem turystycznym, handlowym, rolniczym, kulturalnym i administracyjnym.
Założone 4 marca 1872 przez Hiszpanów i nazwane Puerto de la Princesa na cześć księżniczki Eulalii de Asis de la Piedad, córki królowej Izabeli II. Z uwagi na korzystne warunki geograficzne i pokojowe nastawienie krajowców utworzono tu bazę dla floty, która warunkowała rozwój osady. Na początku XX wieku, pod panowaniem Amerykanów, przeniesiono tu stolicę prowincji. Prawa miejskie zdobyło 1 stycznia 1970.
Z Puerto Princesa pochodzi Josie Gabuco, filipińska pięściarka, mistrzyni świata i Azji, czterokrotna złota medalistka Igrzysk Azji Południowo-Wschodniej.